# Mangora bovis
Mangora bovis là một loài nhện trong họ Araneidae.
Loài này thuộc chi Mangora. Mangora bovis được Herbert Walter Levi miêu tả năm 2007.